# Colombiansk peso
Colombiansk peso (Col$ - Peso colombiano) är den valuta som används i Colombia i Sydamerika. Valutakoden är COP. 1 Peso = 100 centavos.
Valutan infördes 1837 och under åren genomgått en rad devalveringar.

## Användning
Valutan ges ut av Banco de la República - BR som grundades i juni 1880 och har huvudkontor i Bogotá.

## Valörer
- mynt: 5 (används ej), 10 (används ej), 20, 50, 100, 200, 500 och 1.000 (används ej) Pesos
- underenhet: används ej, tidigare centavos
- sedlar: 1000, 2000, 5000, 10.000, 20.000 och 50.000 COP